# SC Schwaz
SC Schwaz is een in 1921 opgerichte voetbalclub uit de stad Schwaz dat ligt in de Oostenrijkse deelstaat Tirol. De kleuren van de vereniging zijn blauw-wit, terwijl de thuiswedstrijden worden gespeeld in het Sportzentrum Schwaz. De hoofdsponsor is de lokale lichtproducent EGLO Leuchten GmbH. 

## Geschiedenis
De voetbalafdeling heeft de geschiedenis vooral doorgebracht in de hoogste amateurklassen van Oostenrijk. Het grootste competitiesucces van SC Schwaz is het behalen van het vicekampioenschap in de Regionalliga West, het derde voetbalniveau en tevens hoogste amateurklasse van Oostenrijk. 
Grootste succes in de beker was in 2009, toen men de voetbalbeker van Tirol (Tiroler Cup) won. Het versloeg de amateurs van Wacker Innsbruck met 2-1. 